# Юрта (игра)

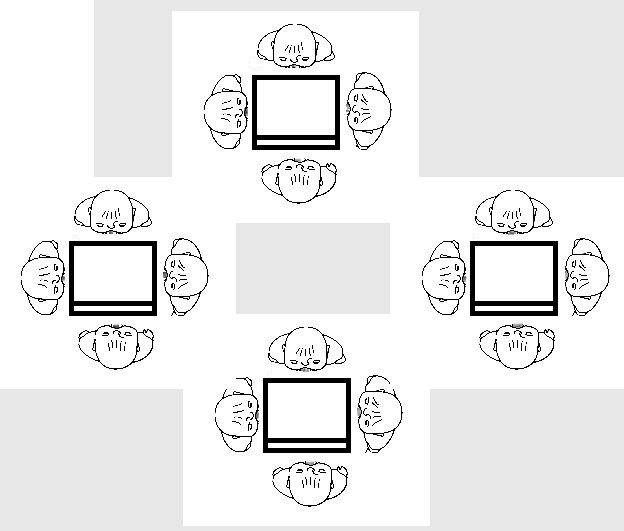
Дети на игре «Юрта»

Юрта (баш. Тирмэ) — башкирская народная детская игра.

## Правила игры
В игре принимают участие четыре группы детей, расположенные в четырёх углах. В центре площадки стоит стул с платком с национальным узором. Дети в каждой из групп берутся за руки, ходят четырьмя кругами шагом и поют:
Мы, весёлые ребята, 

Соберемся все в кружок,

Поиграем и попляшем, 

И помчимся на лужок.
Когда мелодия продолжает звучать без слов, дети  перемещаются в общий круг. По окончании музыки они бегут к своим стульям и натягивают платки над стульями в виде юрты.
Выигрывает та группа детей, которая первой построила юрту.